# بودي (كاركيفسكا)
بودي (Буди) هي مدينة في مقاطعة كاركيفسكا في أوكرانيا.